# Caponia karrooica
Caponia karrooica är en spindelart som beskrevs av William Frederick Purcell 1904. Caponia karrooica ingår i släktet Caponia och familjen Caponiidae. Inga underarter finns listade.